# Veszprém (stad)
Veszprém (Duits: Wesprim of Weißbrünn) is een stad in Hongarije, de hoofdstad van het gelijknamige comitaat in het westen van het land. Ze ligt in het zuiden van het Bakony-gebied, elf kilometer ten noorden van het Balatonmeer. Veszprém behoort tot de oudste steden van Hongarije en was in 2023 een van de culturele hoofdsteden van Europa. In 2021 telde deze universiteitsstad 58.153 inwoners.

## Stadsbeeld
De oude stad is op een rotsachtige heuvel gebouwd en telt honderden beschermde gebouwen en monumenten, waaronder de Vár (burcht).
Aan de drukke Szabadság tér staat een raadhuis in laat-barokstijl. Noordelijker ligt een plein, in de communistische tijd Vörös Hadsereg tér (Rode Legerplein) genaamd, met veel oude patriciërswoningen. Hier heeft men uitzicht op de vuurtoren, een bouwwerk uit de Turkse tijd. Via een stijgend straatje bij de 'Heldenpoort' komt men aan de vroegere wachttoren.

### Burcht (Vár)
Onderdoor de burchtpoort (Várkapu) komt men in de Vár utca, de enige straat in deze burchtwijk. De vroegere naam herinnerde aan een Russische generaal uit de Tweede Wereldoorlog. In geel geverfde huizen woonden vroeger geestelijken, nu is er de rechtbank. De nummers 8 en 10 herbergden vroeger een gymnasium. Waar de straat zich verbreedt tot een plein, ligt het bisschoppelijk paleis in barokstijl, dat uit twee samengevoegde paleizen bestaat. Ernaast staat de Gizela-kapel uit de 13e eeuw, met geresaureerde Byzantijnse fresco's. Iets verderop staat de romaanse Sint-Michaëlsdom, gebouwd rond de de elfde eeuw. Deze is dikwijls verwoest geweest en onder andere in gotische en barokstijl weer opgebouwd. De drieschepige kerk heeft vier pijlers met Korinthische zuilen. Onder de arcaden zijn Byzantijnse motieven te zien. Verder vallen het cassettenplafond op en de glasschilderingen, waarop Sint Michaël de draak bestrijdt met zijn lans. De crypte heeft een eigen gotisch altaar, en een zijkapel met de sarcofaag van een bisschop die veel heeft gedaan voor de kerk. Op het plein voor de Dom staat een 'Drievuldigheidsbeeld' en iets verderop zijn de grondvormen van het oudste bouwwerk te zien, de Sint Georgeskapel. Tegenover de Dom staat een barokke franciscanerkerk. Deze heeft één toren en in het interieur opvallende plafondschilderingen, waarop paus Sylvester II koning Stefanus I van Hongarije (István Kiraly) kroont. Hij regeerde rond het jaar 1000 en aan het eind van de Vár utca staan grote beelden van hem en zijn vrouw Gisela.

## Universiteit
De universiteit bestaat sinds 1990 en heette toen Veszprémi Egyetem (Universiteit van Veszprém); in 2006 werd het Pannon Egyetem, Universiteit van Pannonië.

## Partnersteden
- Tartu (Estland), sinds 2002
- Passau (Duitsland), sinds 1999
- Bottrop (Duitsland), sinds 1988
- Sepsiszentgyörgy (Romania), sinds 1990
- Ottignies-Louvain-la-Neuve (België)

## Geboren in Veszprém
- Dezső Kolossváry (1854-1919), Hongaars minister
- Ádám Lang (1993), Hongaars voetballer

## Overleden in Veszprém
- Marian Cozma (1982-2009), Roemeens handballer

## Galerij

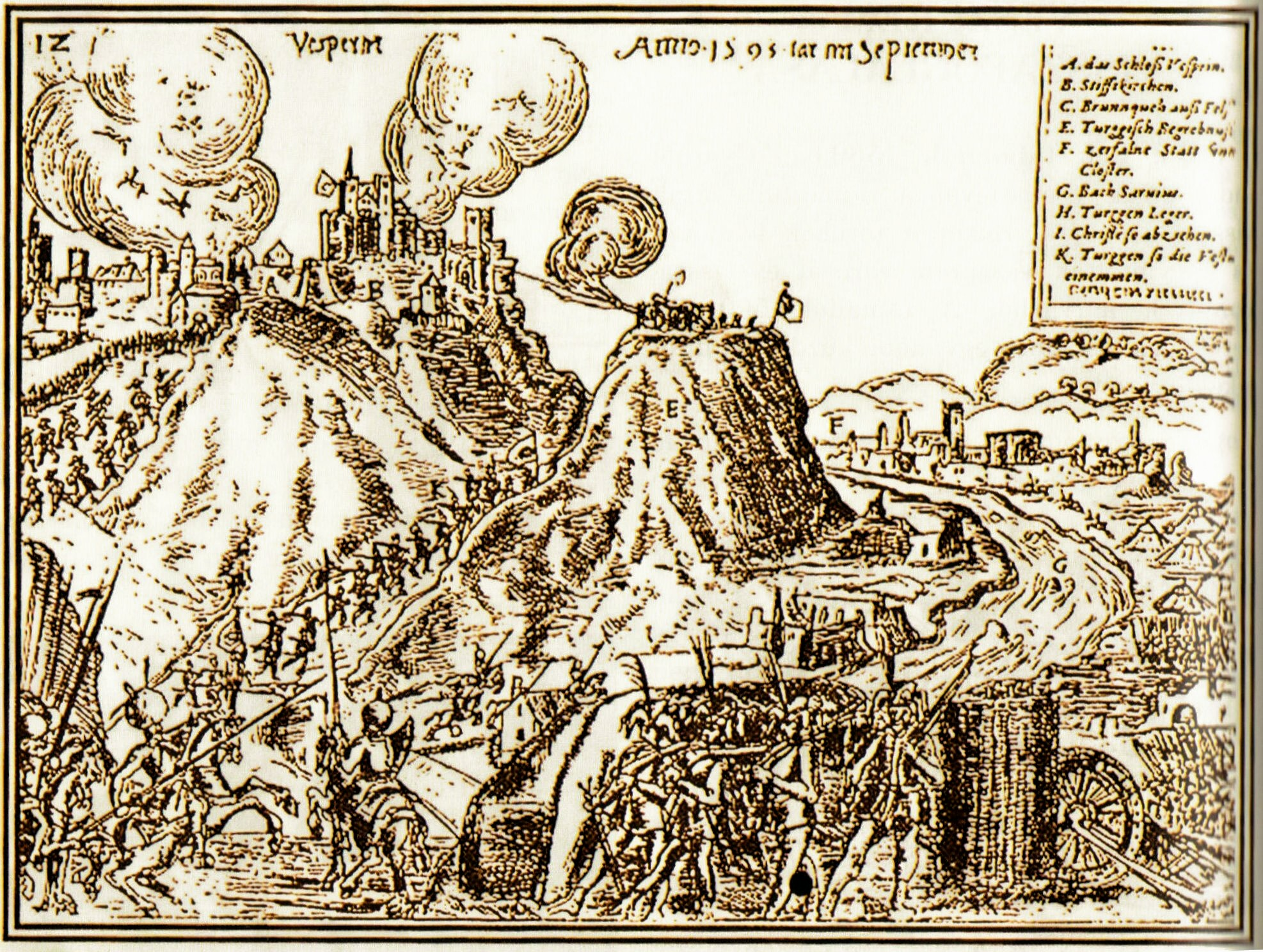
Belegering van Veszprém door de Turken, 1593
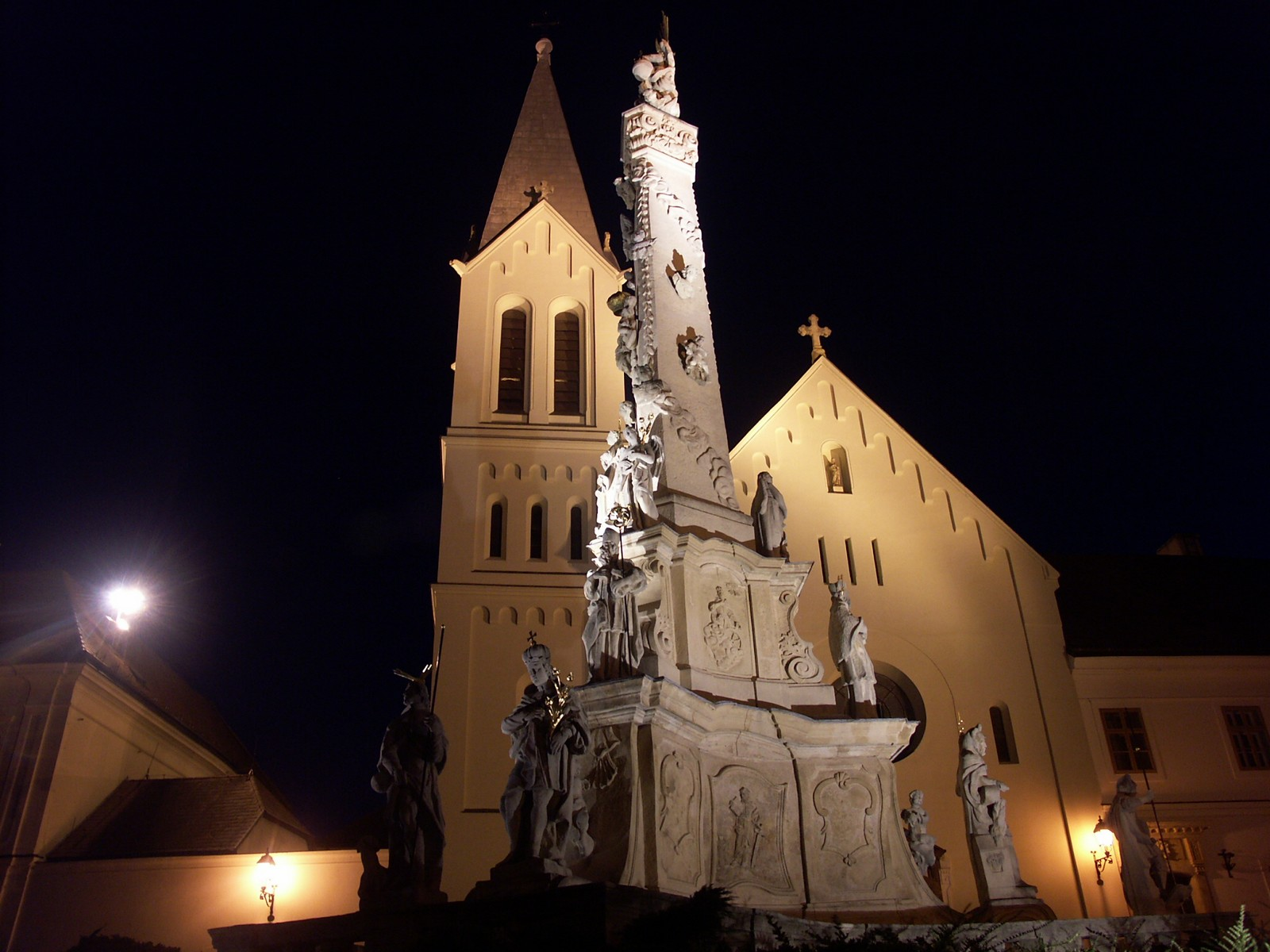
Sint-Stefanuskerk
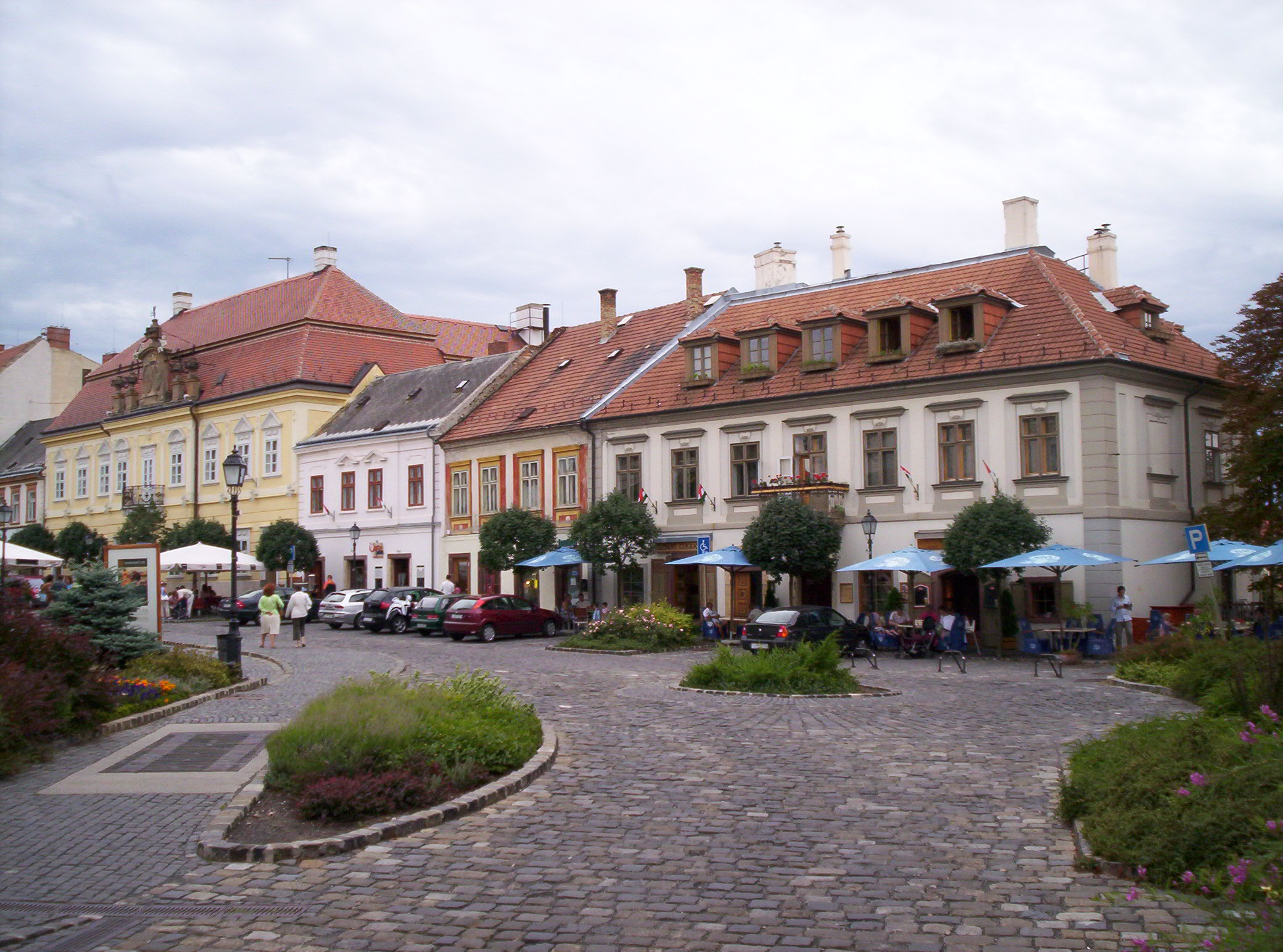
Oude binnenstad
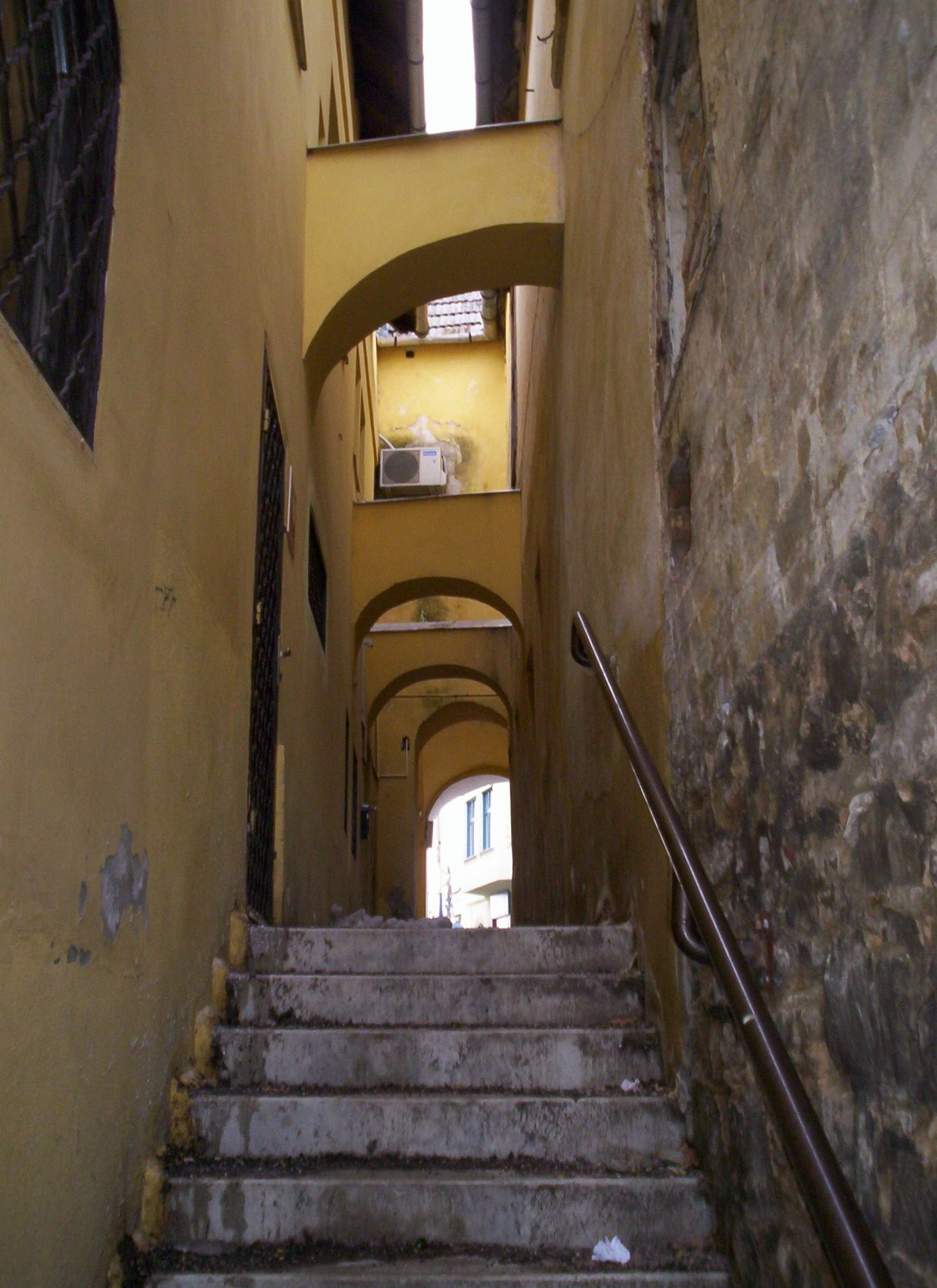
Trappen in de stad
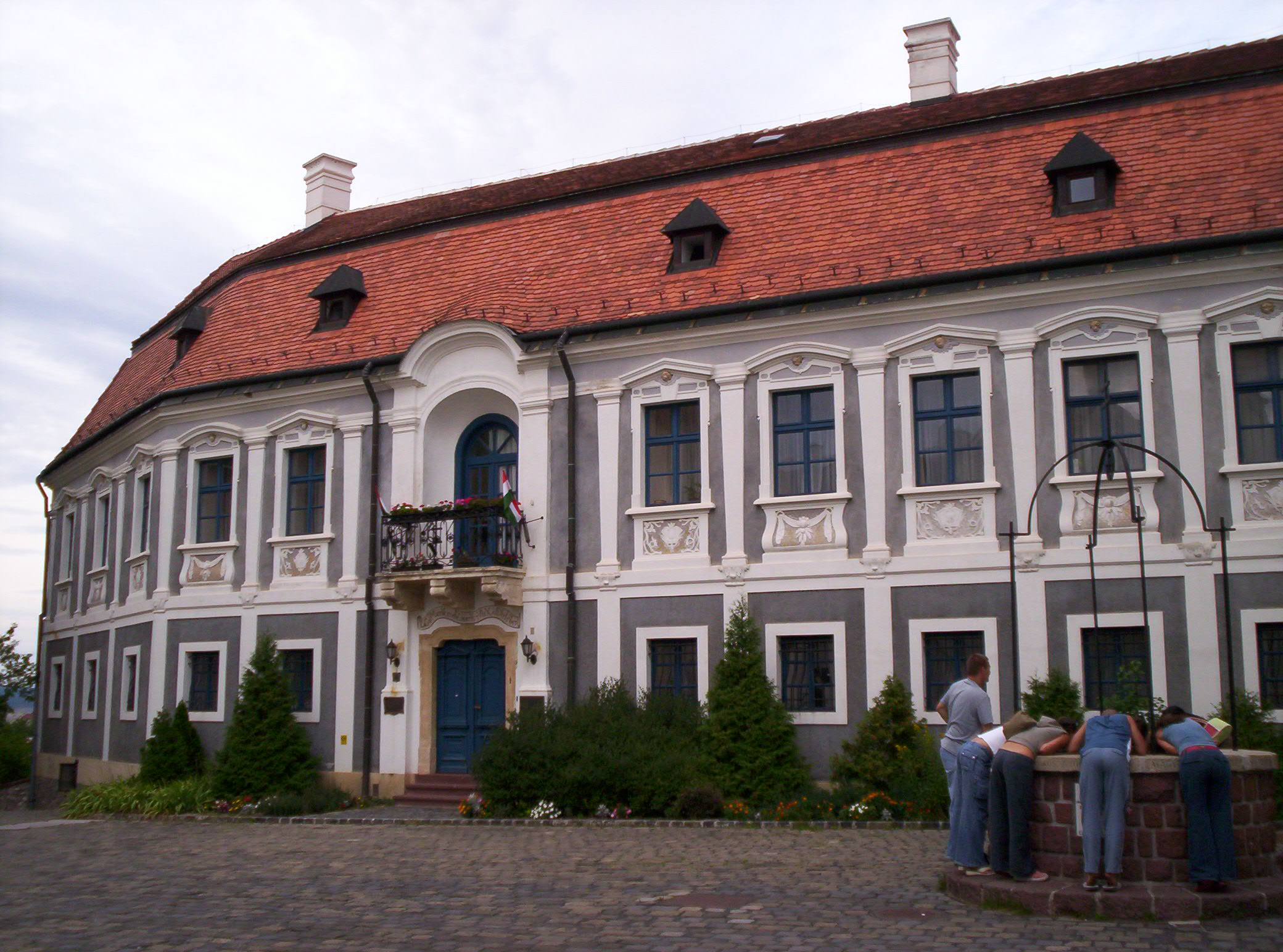
Nagypréposti-Paleis
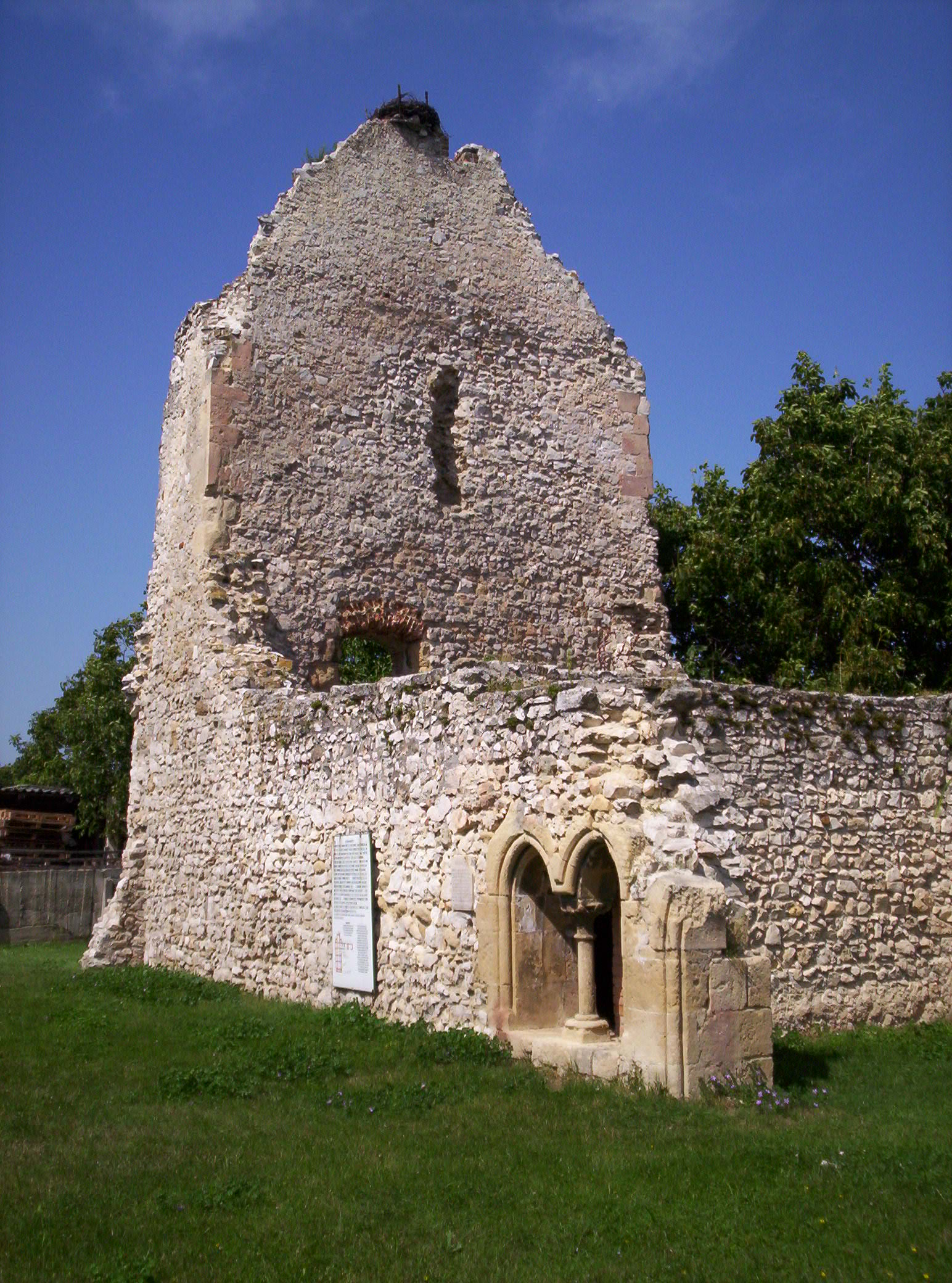
Abdijruïnes
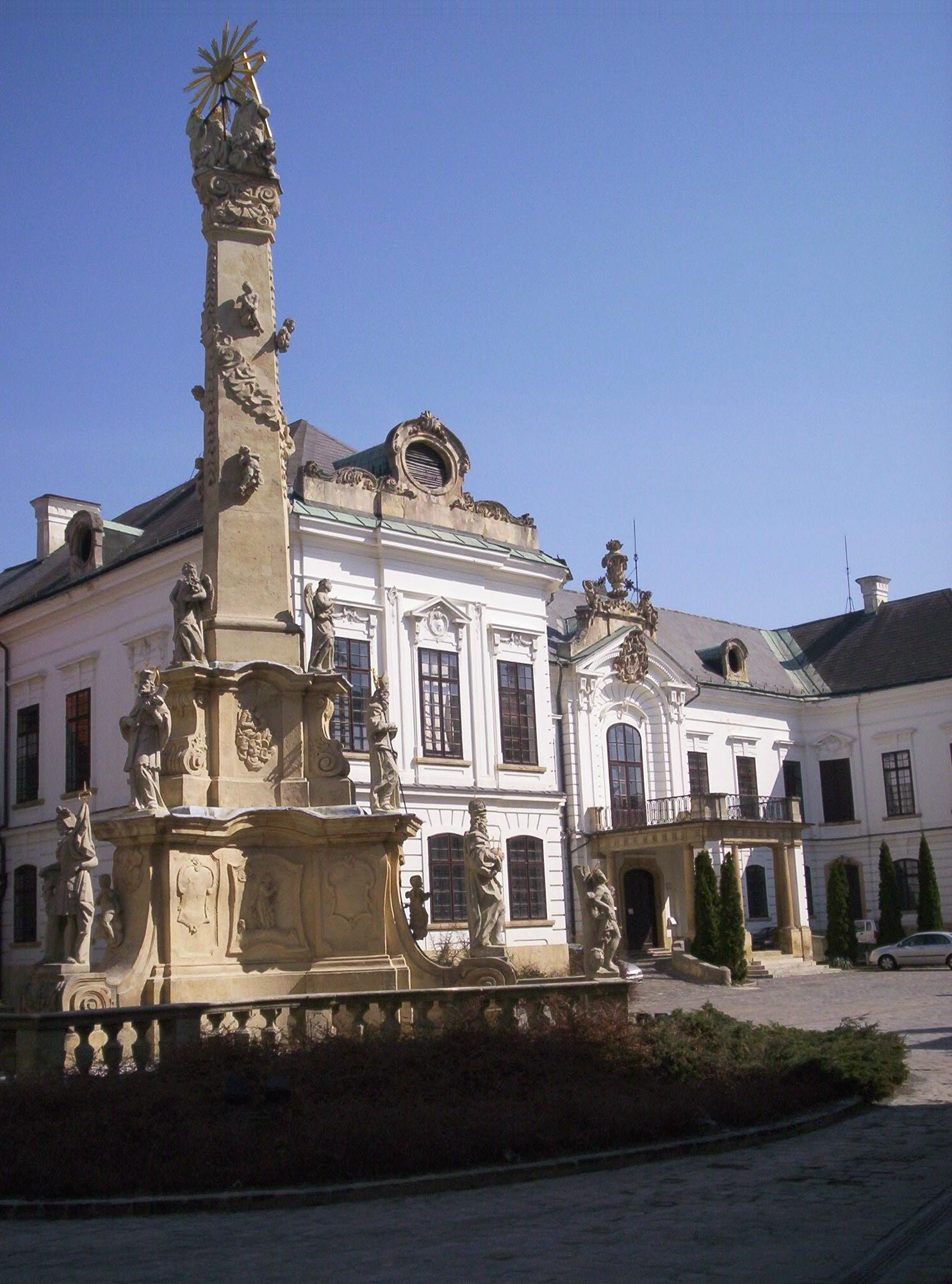
Kasteel van Veszprém
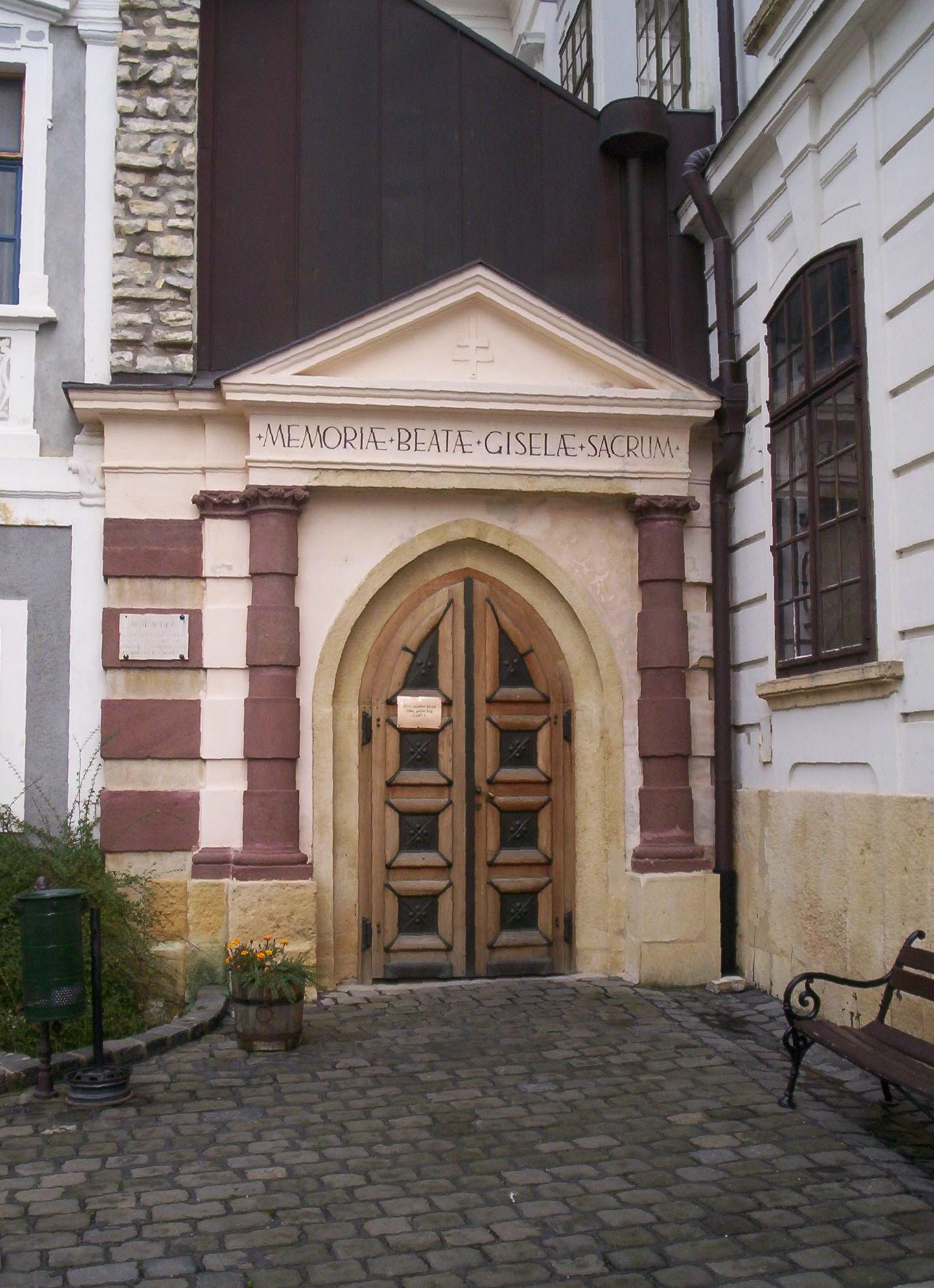
Gizella-kapel (11e eeuw)
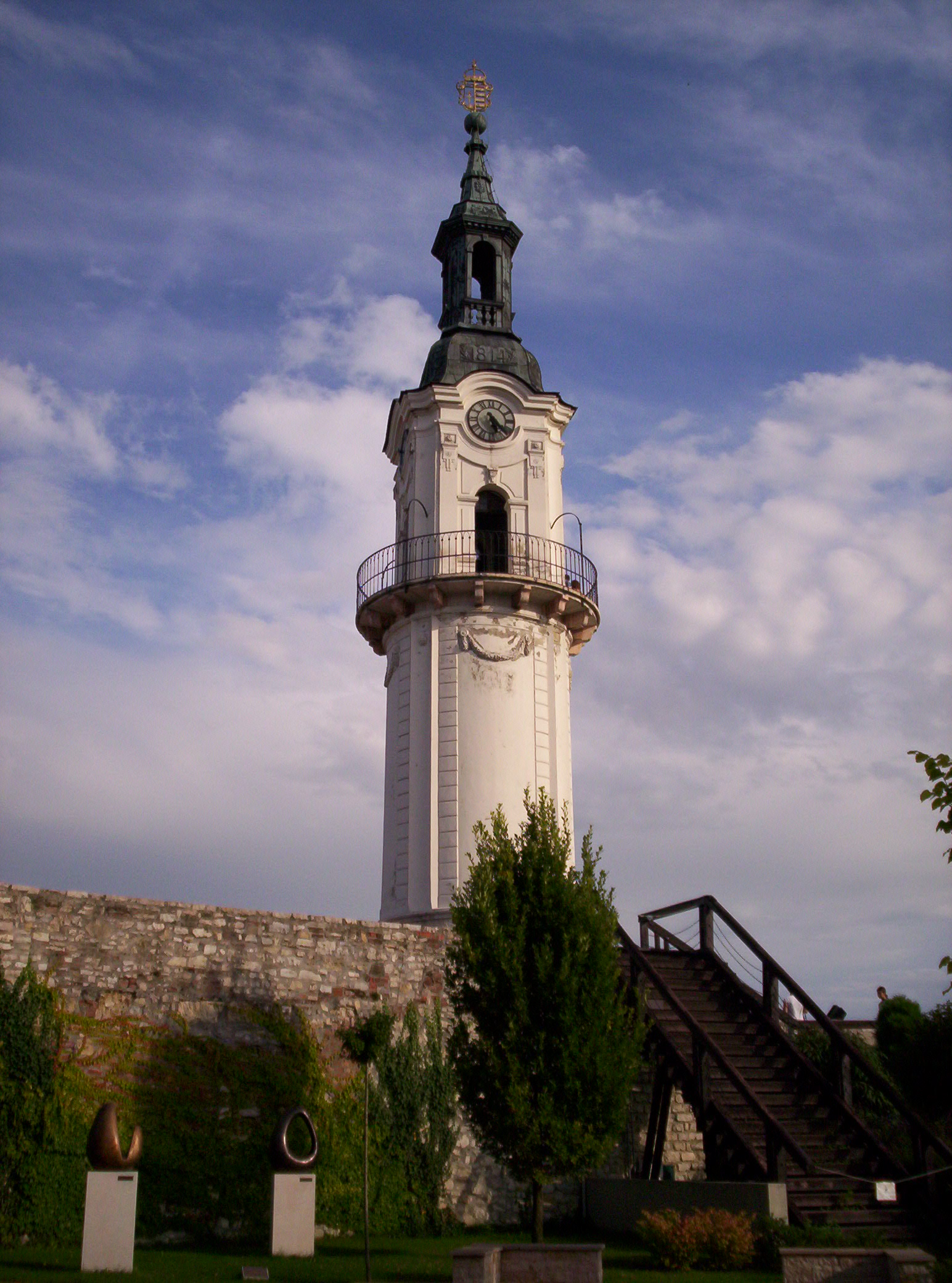
Vuurtoren
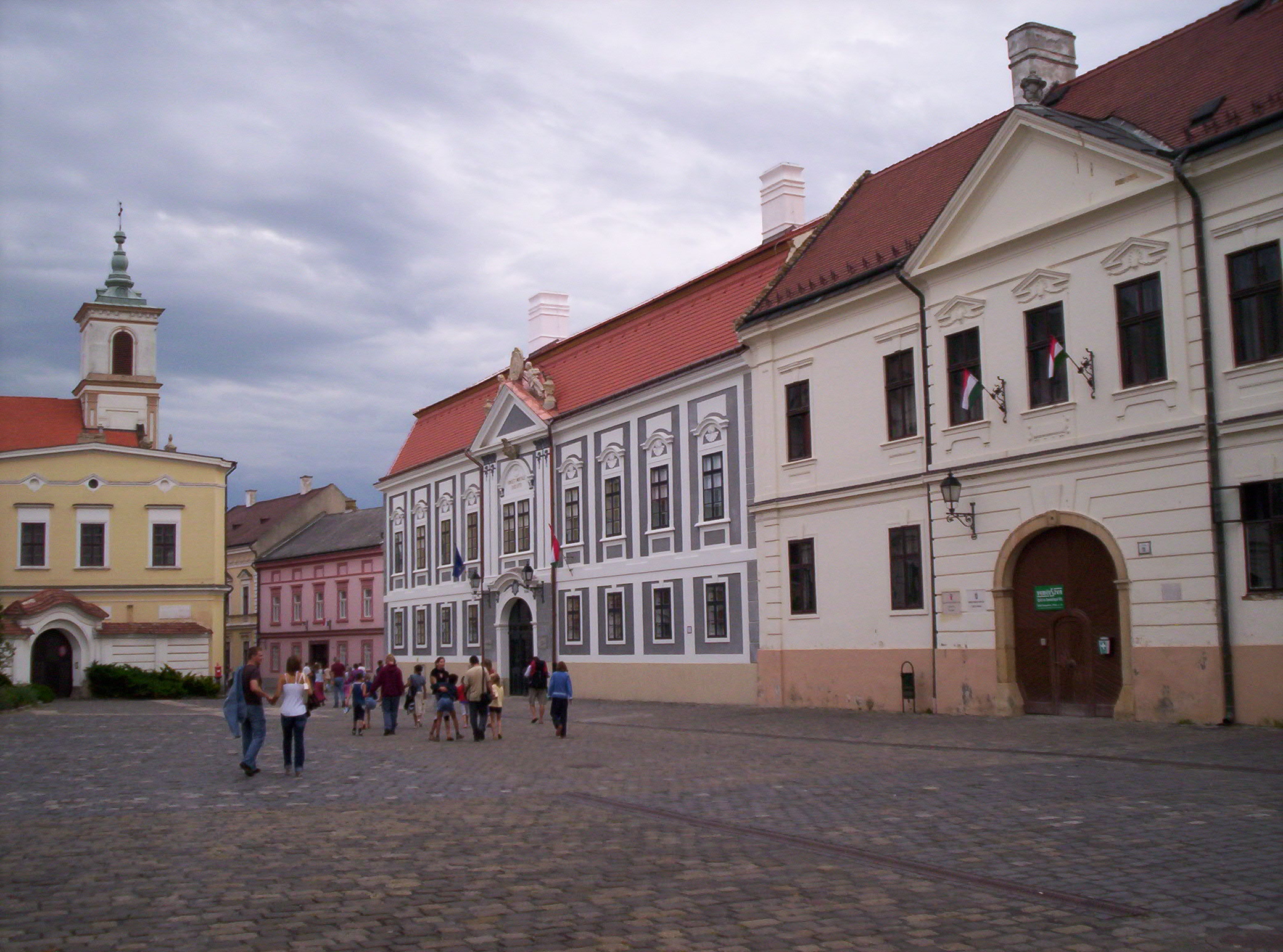
Drievuldigheidsplein
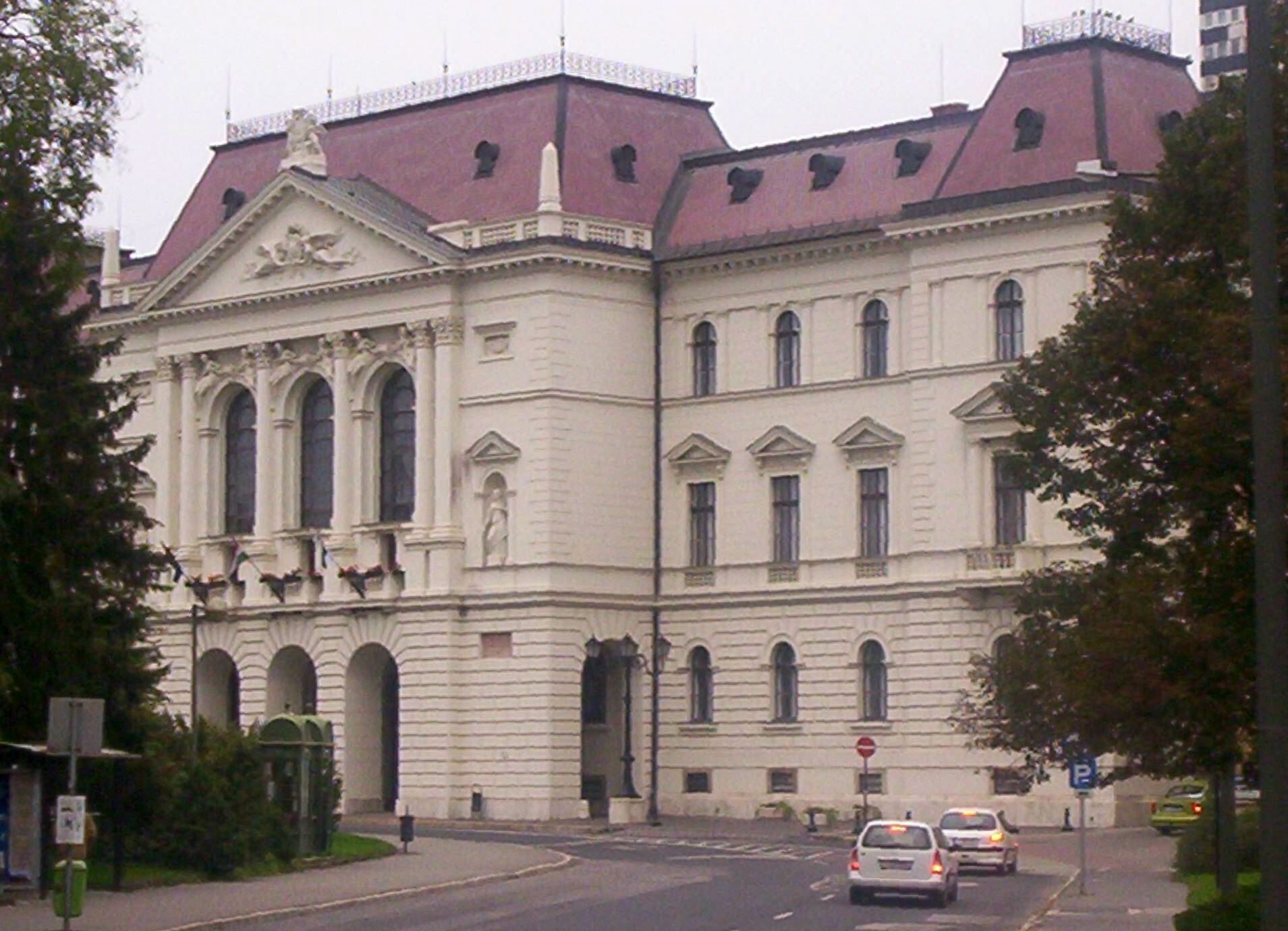
Comitaatsgebouw
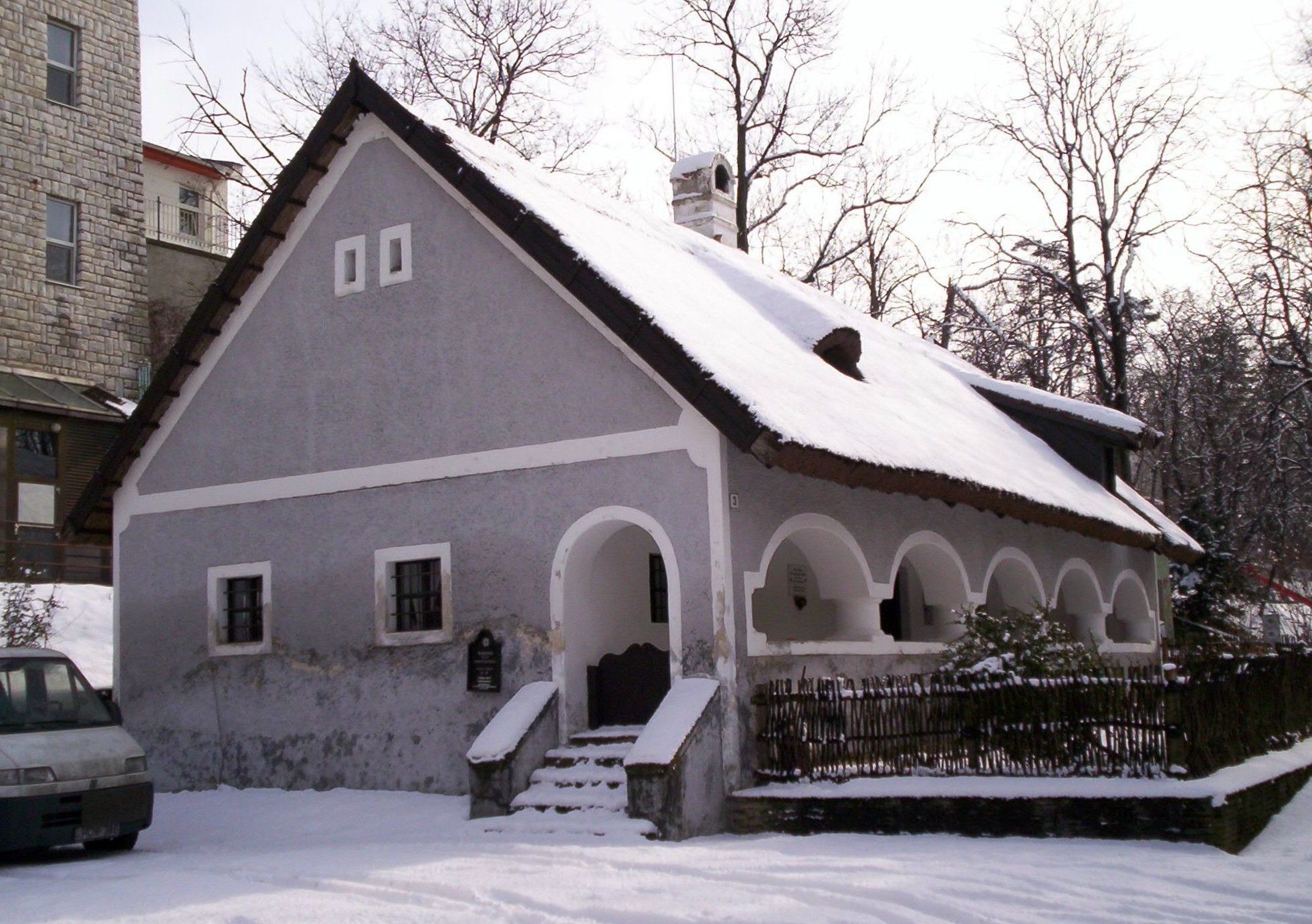
Etnografisch Museum
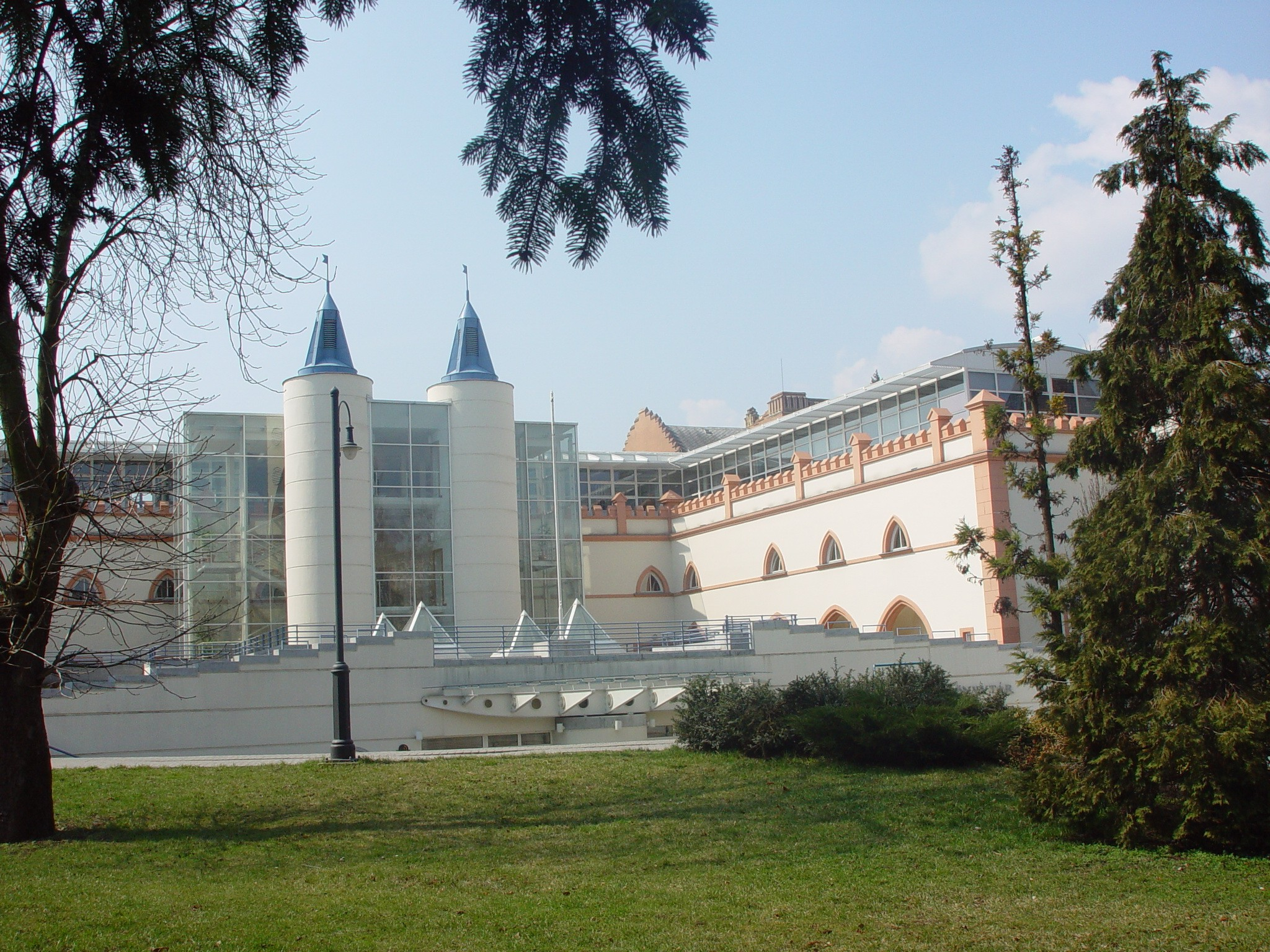
Bibliotheek van Veszprém
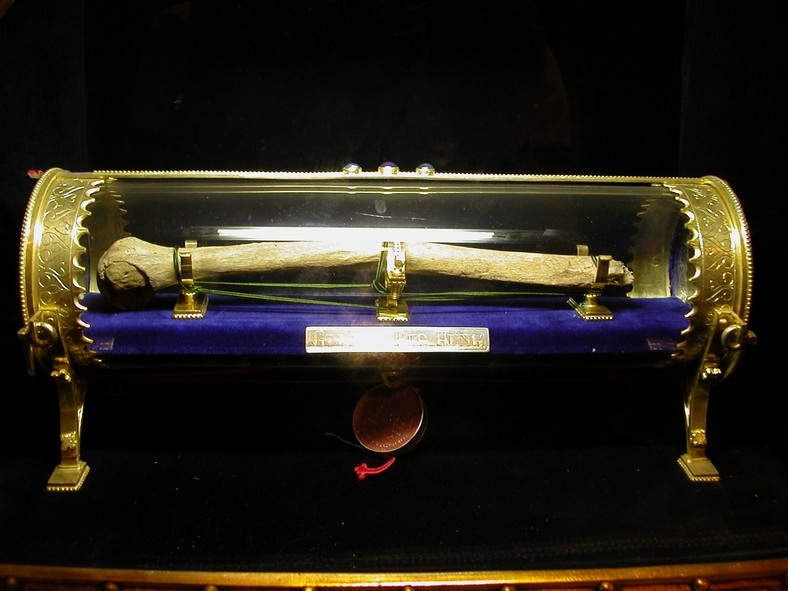
Beenderen van Gisella
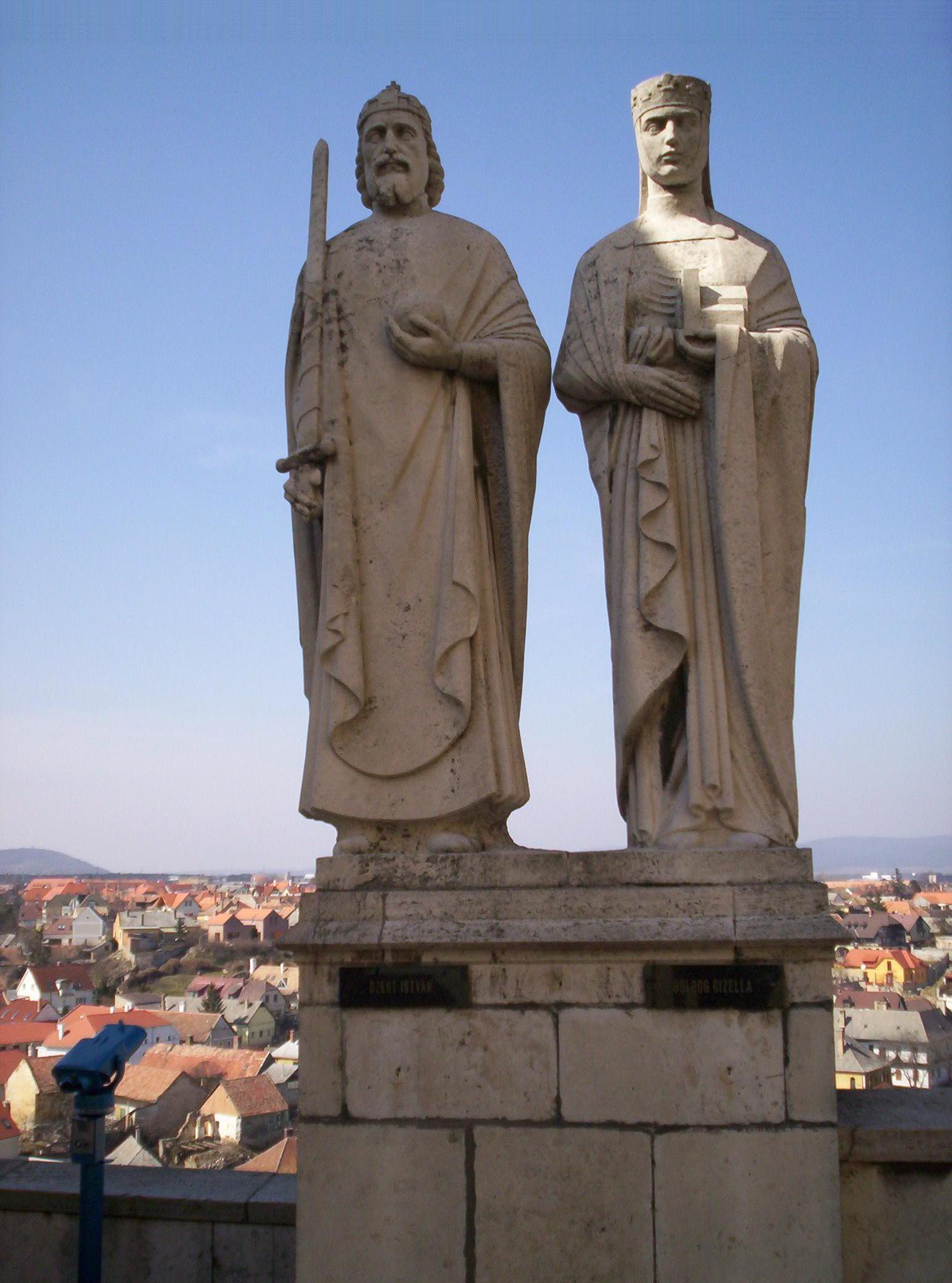
Standbeeld van St. Stefan en Gizella
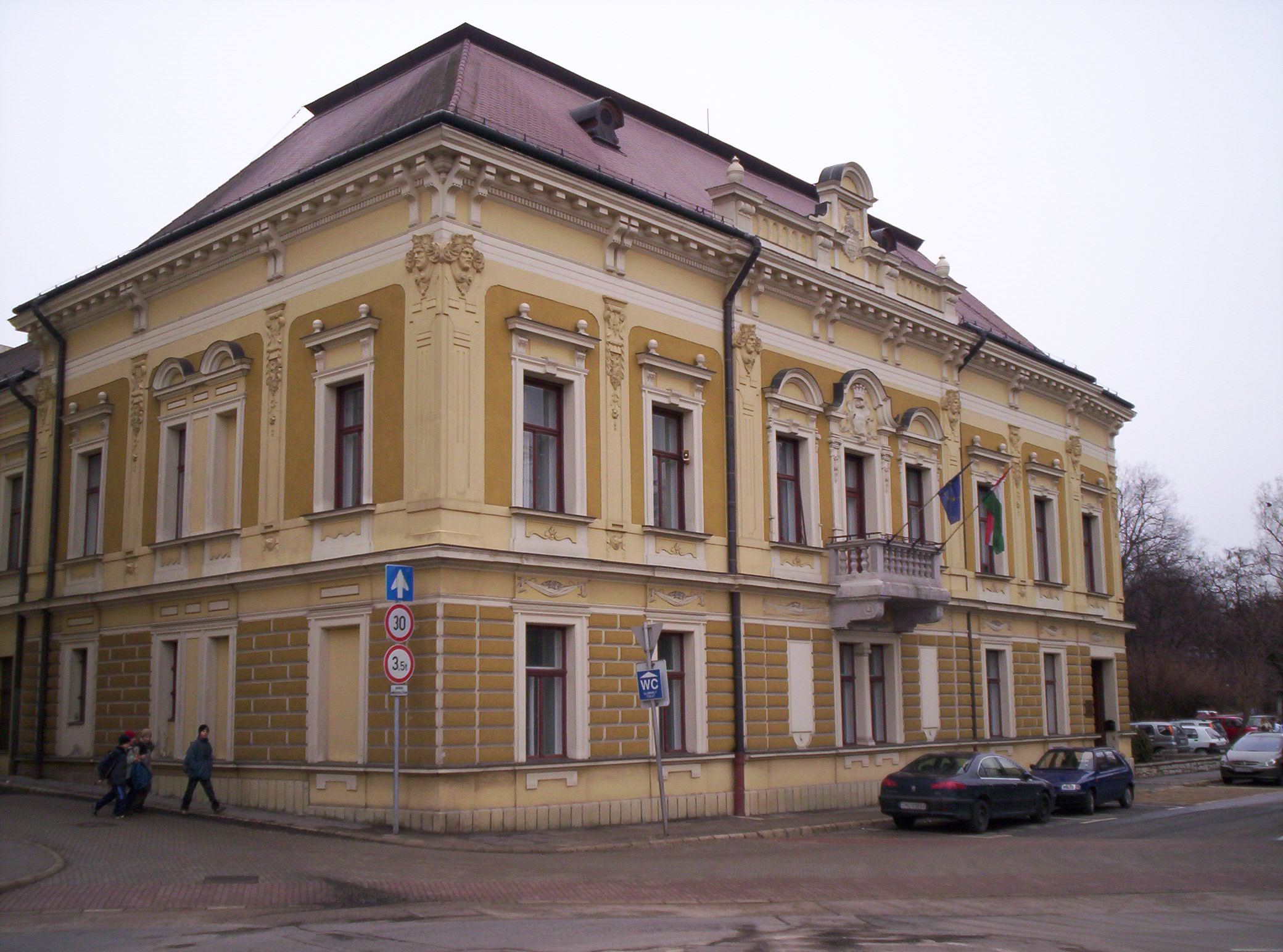
De voormalige Residentie van de Heer Luitenant
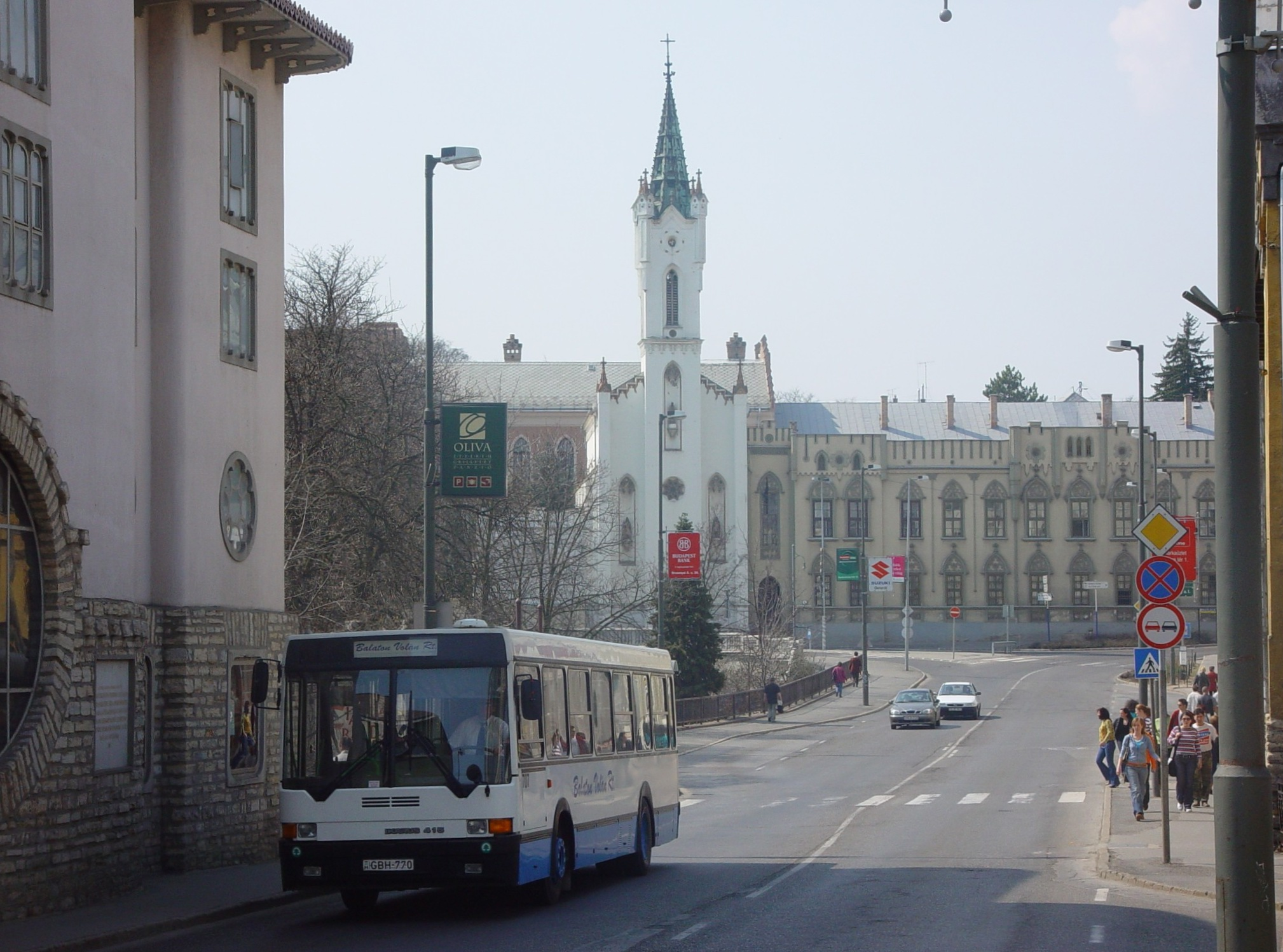
Óvári Ferenc-straat (kerk en school van de 'Engelse juffrouwen')